# موریل اسپارک
موریل اسپارک (انگلیسی: Muriel Spark؛ ۱ فوریهٔ ۱۹۱۸ – ۱۳ آوریل ۲۰۰۶) نویسنده، شاعر و رمان‌نویس اسکاتلندی بود. در سال ۲۰۰۸ روزنامه تایمز نام اسپارک را در بین ۵۰ نویسنده برتر بریتانیایی از سال ۱۹۴۵ به بعد قرار داد.

## جوایز و افتخارات
- دریافت جایزه دیوید کوهن در سال ۱۹۹۷ [۱]